# Санага (Бурятія)
Санага (рос. Санага) — улус Закаменського району, Бурятії Росії. Входить до складу Сільського поселення Санагінське.
Населення — 1699 осіб (2015 рік).